# Луиђи Пирандело
Луиђи Пирандело (итал. Luigi Pirandello; Агриђенто, 28. јун 1867 — Рим, 10. децембар 1936) био је италијански романописац, песник и драматург. Добитник је Нобелове награде за књижевност 1934, због његове „храбре и бриљантне обнове драме и сцене”. Његова дела укључују романе, стотине кратких прича, 40 представа, од којих су нека написана и на сицилијанском. Пиранделове трагичне фарсе сматрају се претечама драме апсурда. Један од најзначајнијих драмских писаца 20. века, који је отворио нове путеве модерне драматургије.

## Биографија
Рођен је у породици више класе у сиромашном предграђу града Агриђенто на Сицилији. Његов отац, Стефано, припадао је богатој породици која је била укључена у производњу сумпора, а мајка, Катарина Ричи Грамито, била је из буржоаске породице. Обе породице, Пирандело и Ричи Грамито, биле су анти-Бурбонци и активно учествовали у борби за уједињење и демократију. Стефано је учествовао у чувеном Походу хиљаде, а касније пратио Гарибалдија све до битке Аспромонте. Катарина, која је била једва напунила 13 година, била је приморана да прати оца на Малту, где је послат у егзил због супротстављања Бурбонцима. Али, отворена наклоност Гарибалдију и јак осећај идеализма тих првих година били су брзо трансформисани, пре свега код Катарине, у љуто и горко разочарање које је створило уједињење. Пирандело је касније тај осећај издаје и огорчености изразио у неколико својих песама и у роману Стари и млади. Такође је вероватно да је ова атмосфера разочарања у младом Луиђију пробудила осећај несклада између идеала и стварности који је препознатљив у његовом есеју о хуморизму.

### Више образовање
Године 1887, дефинитивно се определивши за Одсек књижевности, преселио се у Рим да би наставио студије. Али сусрет са градом, средиштем борбе за уједињење у којој су породице његових родитеља учествовале са великодушним ентузијазмом, био је разочаравајући и нимало сличан оном што је очекивао. „Када сам стигао у Рим, падала је јака киша, била је ноћ и осећао сам се као да ми је срце сломљено, али онда сам се насмејао као човек у муци очаја.“
Пирандело, који је био изузетно осетљив моралиста, коначно је имао прилику да се увери у несводиву декаденцију такозваних хероја Ризорђимента у лику свог ујака Рока, сада проседелог и исцрпљеног функционера префектуре који му је обезбедио привремени смештај у Риму. „Очајнички смех“, једина манифестација освете за претрпљено разочарење, инспирисао је горке стихове његове прве збирке песама Мал Ђокондо (1889). Али није све било негативно; ова прва посета Риму пружила му је прилику да марљиво посећује многа престоничка позоришта: Ил Национале, Ил Вале, Ил Манцони. „О драмско театру! Освојићу га. Не могу да уђем у један, а да не доживим чудан осећај, узбуђене крви кроз све вене...”
Због сукоба са професором латинског, био је приморан да напусти Универзитет у Риму и отишао у Бон са писмом презентације једног од својих професора. Боравак у Бону, који је трајао две године, био је усијан културним животом. Читао је немачке романтичаре Жан Пола, Тика, Шамиса, Хајнриха Хајнеа и Гетеа. Почео је да преводи Гетеове Римске елегије, компоновао је Елегију Бореалију имитирајући стил Римских елегија, а на тему хуморизма почео је да медитира преко дела Чека Анђолијерија.
У марту 1891, докторирао је романску филологију са дисертацијом о дијалекту Агригента: Звуци и развој звукова у говору Крапералиса.

### Италија под фашистима
Пирандело је био италијански националиста и подржавао је фашизам на умерен начин. Године 1924, написао је писмо Бениту Мусолинију тражећи од њега да буде примљен у чланство Националне фашистичке партије.
Године 1925, Пирандело је, уз помоћ Мусолинија, преузео уметничко руководство и власништво Римског уметничког театра, који је основала Група једанаесторице. Он је себе описао као „фашисту зато што сам Италијан”. Због његове привржености Мусолинију, сатирични часопис Il Becco Giallo га је називао П. Рандело (randello на италијанском значи батина). Мусолинијева подршка донела му је међународну славу и светску турнеју, те је представљао свој рад у Лондону, Паризу, Бечу, Прагу, Будимпешти, Немачкој, Аргентини и Бразилу.
Он је изразио јавно аполитично уверење, говорећи „Ја сам аполитичан, ја сам само човек на свету.“ Имао је континуиране сукобе са фашистичким вођама. Године 1927, поцепао је своју фашистичку чланску карту на комаде пред запрепашћеним генералним секретаром Фашистичке партије. До краја живота Пирандело је увек био под блиским надзором тајне фашистичке полиције OVRA.
Његова драма, Дивови са планине, тумачена је као доказ његовог схватања да су фашисти били непријатељски расположени према култури; ипак, током каснијег појављивања у Њујорку, Пирандело је дистрибуирао изјаву у којој је најавио своју подршку италијанској анексији Абисиније. Затим је своју Нобелову медаљу дао фашистичкој влади да се истопи у оквиру кампање Oro alla Patria („Злато за отаџбину“) 1935. током Другог италијанско-етиопског рата.
Пиранделова концепција позоришта је у овом тренутку претрпела значајну промену. Идеја о глумцу као неизбежном издајнику текста, као у Sei personaggi, уступила је место идентификацији глумца са ликом који игра. Компанија је наступила широм већих градова Европе, а пиранделски репертоар је постао све познатији. Између 1925. и 1926. године Пиранделов последњи и можда највећи роман, Uno, Nessuno e Centomila (Један, нико и сто хиљада), објављен је серијски у часопису Fiera Letteraria. Он је био један од сарадника националистичког женског часописа Lidel, и фашистичког дневника Il Tevere.

## Наслеђе
Дана 14. јула 1930. године, верзија његове кратке драме Човек са цветом у устима, коју је адаптирао и продуковао Ленс Сивекинг, у копродукцији са компанијом Џона Логија Берда, са глумцима Валом Гилгудом и Лајонелом Милардом, постала је прва драма емитована са сликом и звуком, када ју је Британска радиодифузна корпорација показала својој публици у Лондону.
Пирандело је номинован за академика Италије 1929, а 1934. добио је Нобелову награду за књижевност након што га је номиновао Гуљелмо Маркони, члан Краљевске академије Италије. Он је био је последњи италијански драмски писац који је изабран за награду све док Дарио Фо није награђен 9. октобра 1997. године.
Пирандело је умро сам у својој кући у Вија Босио, Рим, 10. децембра 1936. године. Одбио је државну сахрану коју је понудио Мусолини и тек 1947. су његови кремирани остаци сахрањени на Сицилији. Вила Луиђи Пирандело у Аквавиви деле Фонти је названа по њему.

## Дела

### Главне представе
- 1916:
- 1917:
- 1917:
- 1918:
- 1919:
- 1921:
- 1922:
- 1922:
- 1922:
- 1923:
- 1923:
- 1924:
- 1927:
- 1930:

### Романи
- 1904:  L'Umorismo, 1908
- 1908:
- 1911:
- 1913:
- 1925:
- 1926:

### Кратке приче
- 1922–37:

### Поезија
- 1889:
- 1891:
- 1894:
- 1895:
- 1901:
- 1909:
- 1912: